# Рейд Логана
Рейд Логана 1786 года — военная экспедиция американских войск в начале Северо-западной индейской войны.
Осенью 1786 года, следуя указаниям генерала Джорджа Роджерса Кларка, генерал Бенджамин Логан повел отряд федеральных войск и ополчения Кентукки на селения шауни в долине Огайо, вдоль реки Мэд. В этих селениях тогда почти не было воинов, которые были заняты нападениями на поселения белых в Кентукки. Логан сжег индейские селения и запасы пищи, убил и захватил в плен значительное число индейцев. Среди пленных был и Молунта, вождь мекоче, одной из пяти групп шауни. Молунта был позднее убит одним из людей Логана, как считалось, в отмщение за потери в битве при Блю Ликс во время Войны за независимость. Рейд Логана и смерть их вождя разъярила шауни, которые ответили ещё более яростными атаками на белых, что привело к дальнейшей эскалации войны.